# 雪の花
『雪の花』（ゆきのはな）は、テレビ朝日で2009年12月13日に放送された短編映画。
原作は第3回Yahoo! JAPAN文学賞を受賞した同名の短編小説。主演は夫婦役では初共演となる渡辺裕之、原日出子夫妻。監督は小野寺昭憲が務め、テレビ朝日グループのブロスタTVが製作した。

## 概要
2008年3月6日、秋吉理香子の書いた小説『雪の花』が1675作品の応募作品の中から第3回Yahoo! JAPAN文学賞を受賞。同年10月24日、テレビ朝日グループのブロスタTVが主催したブロスタTVアワード2008脚本映像化部門にて、小野寺昭憲が監督を務めた短編映画が最高賞を受賞。翌11月、同文学賞のサイトにて秋吉の『雪の花』が映画化される旨が告知され、小野寺が監督を、主演の夫婦役を私生活でも夫婦である渡辺、原夫妻が務めることが発表された。
原作の舞台は福井県となっており、題名にもなっている『雪の花』は福井県の県花である越前水仙を指している。尚、監督の小野寺も福井県出身であり、作品のエンドロールには協力団体として福井県、越前丹生農業協同組合、越前水仙出荷協議会の名前が連なっている。

## あらすじ
都会で夢破れて車上生活を送る夫婦（渡辺裕之、原日出子）は、死地を求めて故郷の村へ帰ることを決意した。やがて辿り着いたのは深い雪に閉ざされた廃村。そこで二人が最期に見た奇跡とは。

## キャスト
- 夫：渡辺裕之
- 妻：原日出子
- 男子学生：結城洋平
- 女子学生：寉岡瑞希
- 校長先生：綾田俊樹
- 駅員：初海大
- アナウンサー：高井正憲

## スタッフ
- 監督：小野寺昭憲
- 企画：中野隆治
- エグゼクティブプロデューサー：浅見敬、加藤智行
- プロデューサー：小宮山文昭、平林勉
- 原作：秋吉理香子『雪の花』（第3回Yahoo! JAPAN文学賞受賞作）
- 脚本：糸宇ひろみ
- 撮影：大沢佳子
- 照明：小川大介
- 録音：小林徹哉
- 美術：池尾麻衣
- 編集：小野寺昭憲
- 音楽：真柴史朗
- 音響効果・整音：横田智昭
- 題字：渡辺裕之
- 制作プロダクション：モンスター☆ウルトラ
- 製作：ブロスタTV